# Beroni
I Beroni furono un'antica tribù celtibera della Spagna, che vivevano principalmente nell'attuale provincia di La Rioja durante l'età del bronzo e del ferro e che vennero alla fine romanizzati.

## Localizzazione

Mappa con la localizzazione delle tribù Celtibere.
Arevaci
Pelendoni
Beroni
Belli
Titti
Lobetani
Lusoni

Arevaci
     Pelendoni
     Beroni
     Belli
     Titti
     Lobetani
     Lusoni